# Plinia rivularis
Plinia rivularis là một loài thực vật có hoa trong Họ Đào kim nương. Loài này được (Cambess.) Rotman miêu tả khoa học đầu tiên năm 1985.